# 윈트 신호전달 경로
윈트 신호전달 경로(영어: Wnt signaling pathway)는 Wnt 신호 단백질이 세포 표면의 수용체에 결합해 시작되는 신호전달 경로의 한 부류이다. Wnt는 초파리 날개 형성에 관여하는 것으로 알려진 Wingless 유전자와 종양형성 유전자로 알려졌던 int-1의 혼성어이다. 윈트 신호전달은 세포의 증식과 이동,세포 분화 및 암을 포함한 다양한 질병에 관여한다. 윈트 신호는 다른 세포와의 상호작용(근거리분비)과 자가세포에 대한 상호작용(자가분비)을 모두 사용한다. 윈트 신호전달은 초파리부터 사람에 이르기까지 다양한 동물에서 진화생물학적으로 보존되어있다.
윈트 신호전달에는 전형적으로 세가지 특징적인 경로가 있다:
1. 표준 윈트 신호전달 경로(Canonical Wnt signaling pathway)
2. 비표준 평면 세포 극성 신호전달(Non-canonical Planar Cell Polarity signaling pathway)
3. 비표준 윈트/칼슘 신호전달 경로(Non-canonical Wnt/calcium signaling pathway)

이 세가지 경로는 Wnt 리간드 단백질이 프리즐드 수용체(Frizzled receptor, Fz)에 결합함으로써 활성화 된다. 활성화된 생물학적 신호는 세포 내부의 디셰벌드 단백질(Dishevelled protein, Dsh)로 전달된다.
표준 윈트 신호전달 경로는 세포의 증식과 관련된 유전자 발현을 조절하며 SPATS1 유전자에 의해 음성 조절된다.  비표준 평면 세포 극성 신호전달 경로는 세포의 모양을 결정하는 세포골격을 조절한다. 비표준 윈트/칼슘 신호전달 경로는 세포 내부의 칼슘 농도를 조절한다.
윈트 신호전달은 그 기능이 발암형성(carcinogenesis)에서 처음 확인되었고 이후 배아 발달에서 기능이 규명되었다. 배아 형성 과정에서 윈트 신호전달은 체축(body-axis) 형성과 세포 운명 결정(Cell fate determination), 세포 증식, 세포 이동을 조절한다. 이러한 과정은 뼈와 심장, 근육을 포함한 주요한 조직의 형성에 필수적인 기능을 한다.
윈트 신호전달이 배아 발달에 관여한다는 사실은 초파리 배아를 이용한 연구에서 규명되었다. 이후, 마우스를 이용한 실험에서 초파리 배아의 기형과 연관된 유전자가 유방암 발달에도 관여함이 밝혀졌다.
윈트 신호 전달은 골수와 피부, 장의 조직 재생에도 관여한다
윈트 신호전달은 유방암과 전립선암, 악성교모세포종(악성 뇌암), 2형 당뇨 등 다양한 질병에서 임상학적 중요성이 밝혀지고 있다.

## 역사와 어원
윈트 신호전달의 발견은 종양성 레트로바이러스 연구에 기원을 두고 있다. 1982년 Roel Nusse와 Harold Varmus가 마우스 유방 종양 바이러스를 실험쥐에 감염시켜 해당 바이러스가 실험쥐의 어떤 유전자에 돌연변이를 일으켜 유방 종양을 발생시키는지 연구했다. 연구진은 새로운 원종양유전자(progo-oncogene)를 발견하였고 int-1 (integration 1)으로 명명하였다. 이후 Christiane Nüsslein-Volhard와 Eric Wieschaus가 1987년 int-1 유전자가 파리 유충의 발달을 조절하는 Wingless(Wg) 유전자와 상동(homolog)라는 것을 밝혔다. Wg는 int-1이 발견되기 이전부터 알려진 유전자였는데 해당 연구를 통해 int-1 유전자가 실상은 Wg와 동일한 유전자임이 밝혀졌다. 해당 연구진에서 후속연구로 Wg 유전자가 배아 발달에서 몸분절형성에 관여하는 체절 극성 유전자(segment polarity gene)이라는 것과 마우스에서 발견된 포유류의 int-1 유전자도 배아 발달에 관여한다는 것을 밝혀 1995년 노벨 생리의학상을 수상했다.
이와 비슷한 시기에 오늘날 윈트 신호 전달 경로에서 핵심적인 단백질들로 알려진 아실기전이효소인 포큐파인(porcupine)과 인단백질인 디셰벌드(Dishevelled), 전사인자인 베타-카테닌(beta-catenin) 등도 발견되었다. 이후 수년 사이에 윈트 신호 전달의 핵내 작용자인 TCF/LEF 전자인자와 윈트의 수용체인 프리즐드(Frizzled), 그리고 공작용수용체인 LRP가 발견되면서 윈트 신호 전달에 대한 전체적인 경로가 정립되었다.
지속적인 연구를 통해 추가적인 Int-1 연관 유전자가 발견되었으나 이러한 유전자가 발견된 방식이 Int-1과 달라 int 유전자라는 이름이 부적절하게 되었다. 이에 따라 int/Wingless 단백질족은 Wnt 단백질족이 되었고 int-1은 Wnt1이 되었다. Wnt는 "Wingless-related ingegration site"를 의미하는 int와 Wg의 합성어이다.

## 단백질
Wnt 단백질은 350~400개의 아미노산에 지질이 결합된 당단백질로 구성되어 있다. 모든 Wnt 단백질은 완전히 보존된 세린 잔기(Serine residue)에 팔미톨레산(Palmitoleic acid)이 지질화(lipidation) 되어있다. 이러한 팔미톨레산화(Palmitoleoylation)은 Wnt가 운반단백질은 Wntless(WLS)에 결합해 세포막으로 이동해 분비되는데 필수적이다. 또한, Wnt 단백질이 프리즐드 수용체와 결합하는데 있어서도 필수적인 역할을 한다. Wnt 단백질은 적절하게 분비되기 위해 당화(Glycosylation)된다.
윈트 신호 전달에 관여하는 Wnt 리간드 단백질과 프리즐드 수용체 단백질은 초파리(Drosophila)와 손톱개구리(Xenopus), 사람을 포함한 포유류에서도 진화생물학적으로 보존되어있다. 포유류의 경우, 19종의 윈트 단백질과, 10종의 프리즐드 수용체를 지니고 있다.

## 매커니즘

### 윈트 생성과 분비
Wnt 단백질은 소포체에 존재하는 아실기전이효소인 포큐파인(porcupine) 효소에 의해 팔미톨레산(palmitoleic acid)이 결합하여 성숙한 Wnt가 된다. 이후 엔도좀을 통해 골지체로 이동한 윈트는 윈트리스(Wntless, WLS)라는 운반 단백질과 결합한 뒤 엑소좀에서 알부민과 같은 지단백질과 결합하여 세포 외막으로 분비된다. 엑소좀에 남아있는 WLS는 엔도좀을 통해 다시 골지체로 이동하거나 리소좀에서 분해된다.

### 기초 개념
윈트 신호전달은 Wnt 단백질이 프리즐드 수용체(Fz)의 N-말단에 존재하며 세포 외부로 노출된 CRD(Cysteine-rich domain) 도메인에 결합함으로써 시작된다. Fz는 세포막을 7번 가로지르는 막단백질로, 기존의 전형적인 G-단백질 결합 수용체(GPCRs)과는 별개의 단백질족으로 분류된다. Fz가 Wnt와 상호작용하기 위해 LRP5/6(lipoprotein receptor-related protein)나 RTK(Receptor Tyrosine Kinase), ROR2와 같은 공자극수용체(co-receptor)를 필요로 한다. 윈트는 팔미톨레산을 통해 프리즐드 수용체와 결합하고 다른 한쪽으로 LRP 공자극수용체와 결합해 이형복합체(hetero complex)를 이루게 된다.
윈트 신호가 활성화되면 신호는 세포질에 존재하는 디셰벌드(Dishevelled, Dsh) 단백질로 전달된다. 신호는 Fz와 Dsh의 직접적인 상호작용으로 전달된다. Dsh는 모든 후생동물(Metazoa)에 존재하며, 매우 잘 보존된 단백질 도메인을 지니고 있다. N-말단의 DIX 도메인과 중앙의 PDZ 도메인, C-말단의 DEF 도메인이 Dsh의 보존된 도메인이다. 이러한 도메인들은 Dsh로 하여금 윈트 신호전달에서 다양한 신호전달로 가는 갈림길을 제공하며, 각각의 세부적인 신호전달은 서로 다른 조합의 도메인과 상호작용한다.

### 표준 윈트 신호전달
가장 잘 규명된 세가지 윈트 신호전달 경로는 표준 윈트신호 전달 경로와 비표준 평면 세포 극성 선호전달, 비표준 윈트/칼슘 신호전달이다. 여기서 표준과 비표준의 차이는 해당 신호 경로에 베타-카테닌(beta-catenin)이라는 단백질이 포함되는지 여부에 있다. 표준 신호전달 경로는 베타-카테닌을 포함하지만 비표준 신호전달 경로는 베타-카테닌이 포함되지 않은 별도의 신호전달 체계를 지닌다.
표준 윈트 신호전달(Canonical Wnt signaling pathway) 또는 윈트/베타-카테닌 신호전달(Wnt/beta-catenin signaling)은 윈트 신호 전달에서 가장 대표적이고 잘 알려진 신호 전달이다. 이 경로는 Wnt가 Fz에 결합되면 전사 인자인 세포질 내 베타-카테닌의 축적을 일으킨다. 세포질에 축적된 베타-카테닌은 결과적으로 핵 내부로 들어가 전사보조활성자(transcriptonal coactivator)로 작용한다.
- Wnt OFF: Wnt가 없는 상태에서는 Fz는 LRP 공자극수용체와 복합체를 이루지 못하며, LRP 수용체는 윈트 신호 억제자인 DKK1과 크리멘(Kremen) 수용체와 결합하여 비활성 상태를 유지한다[29]. Wnt가 없을 때는 파괴복합체가 베타-카테닌을 정상적으로 분해하기 때문에 세포질 내에 베타-카테닌이 축적되지 않는다. 파괴복합체는 Axin과 APC(adenomatosis polyposis coli), PP2A(protein phosphatase 2A), GSK3(Glycogen Synthase Kinase 3), CK1α(Casein Kinase 1α)로 이루어져 있다[30][31]. 파괴복합체는 베타-카테닌에 유비퀴틴을 붙여 단백질 분해 효소 복합체인 프로테아좀에 의해 분해되도록 만든다[32][33]. 추가적인 억제 작용으로, 핵 내에서 TCF-1은 베타-카테닌이 없는 상태에서는 Groucho 전자 인자와 함께 전자 억제자로 작용해 유전자의 발현을 억제시킨다[34].

- Wnt ON: Wnt가 Fz 수용체와 LRP5/6 공자극 수용체에 결합하면 파괴복합체의 기능이 억제된다. 이는 Wnt가 Axin의 위치를 변화시키고 파괴복합체를 세포막으로 이동시키기 때문이다. 다른 단백질에 의해 파괴복합체가 인산화되면 Axin이 LRP5/6의 세포질 내부 말단에 결합한다. Dsh가 인산화로 인해 활성화되면 Dsh 내의 DIX와 PDZ 도메인이 GSK3의 활성을 억제해 파괴복합체가 기능하지 못하도록 만든다. 결과적으로 베타-카테닌이 축적되고 핵 내부로  들어가 TCF/LEF 전사인자[35]와 함께 유전자 발현을 유도하게 된다[36]. 핵 내부에서 타겟 유전자를 억제하고 있던 TCF는 베타-카테닌이 들어오면 Groucho 대신 베타-카테닌과 결합해 억제자가 아닌 전사보조활성자로 작용한다[37]. 베타-카테닌은 이후 BCL9와 Pygopus[38], Parafibromin/Hyrax[39]와 같은 전사인자들을 유도한다. 필요한 전사인자들이 모두 모이면 c-Myc, 사이클린D(CyclinD)과 같이 세포 분열 및 증식에 관여하는 유전자의 발현을 유도한다.

### 비표준 윈트 신호 전달
비표준 윈트 신호 전달 경로로는 비표준 평면 세포 극성(Planar Cell Polarity) 신호전달 경로와 비표준 윈트/칼슘 신호 전달 경로가 존재한다.
(1) 비표준 PCP 신호전달 경로(Non-canonical PCP signaling pathway)는 Wnt5a나 Wnt11과 같은 Wnt 리간드 단백질이 LRP5/6이 아닌 PTK3나 ROR2 수용체(Receptor tyrosin kinase-like Orphan Receptor)와 같은 공자극수용체에 결합한다. Wnt가 Fz와 공자극수용체에 결합하면 Dsh가 DIX와 PDZ 도메인을 이용해 DAMM1이라는 Dsh 연관 보조활성자 단백질과 결합해 복합체를 이룬다. 이 복합체는 G-단백질인 Rho를 활성화시킨다. Rho는 세포골격을 조절하는 주요 인자 중 하나인 ROCK(Rho-assiciated kinase)을 활성화 시킨다. Dsh는 이 외에도 RAC1이나 JNK와 같은 GTP 분해 효소를 활성화 시켜 세포의 이동에 중요한 기능을 하는 엑틴(actin)과 세포 골격 구성을 촉진시킨다.
(2) 비표준 윈트/칼슘 신호전달 경로(Non-canonical Wnt/Ca2+ signaling pathway)는 소포체의 칼슘 방출을 촉진해 세포내 칼슘 농도를 높이는 역할을 한다. Wnt 리간드가 Fz 수용체와 RYK와 같은 공자극 수용체와 결합하여 Dsh와 직접적으로 상호작용하여 특정 도메인을 활성화 시킨다. 이 신호전달에서 관여하는 Dsh 도메인은 PDZ와 DEP 도메인이다. Fz 수용체는 G-단백질 삼합체와 직접 상호작용한다. Dsh와 G-단백질 삼합체에 의한 자극은 PLC(phospholipase C) 효소를 활성화시킨다. PLC가 활성화 되면, 세포막의 PIP2를 DAG와 IP3로 잘라낸다. IP3는 소포체에 존재하는 수용체와 결합해 소포체의 칼슘을 세포질로 방출시킨다. 세포질 내 DAG와 칼슘 농도가 증가하면 PKC를 통해 Cdc42 단백질이 활성화된다. Cdc42 단백질은 배아 형성 과정에서 복부 패턴화에 중요한 역할을 하는 단백질이다. 칼슘 농도가 증가하면 칼시뉴린(Calcineurin) 단백질과 CaMKII 단백질이 활성화 된다. CaMKII는 전사인자인 NFAT(Nuclear Factor of Activated T cells) 단백질의 활성화를 유도한다. NFAT은 세포 부착과 이동에 관여한다. 칼시뉴린은 TAK1와 NLK 인산화 효소를 활성화시킨다. TAK1과 NLK가 활성화되면 TCF/베타-카테닌을 억제해 표준 윈트 신호전달 경로를 억제한다. 비표준 윈트/칼슘 신호전달은 조혈모세포 유지와 조골세포 생성에 관여하며, 암의 생성에도 관여한다.

## 윈트 신호로 유도되는 세포 내 반응

### 배아 발달
윈트 신호는 배아 발달에 있어 매우 중요한 역할을 한다. 윈트 신호 전달은 사람과 개구리, 무지개 송어, 예쁜꼬마선충, 초파리 등 척추 동물과 무척추동물 모두에게서 발견된다. 초파리 배아 발달 시 앞축과 뒷축의 형성에 관여해 체절 극성(segment polarity)에 관여한다. 세포 분화에도 관여해 폐나 난소와 같은 기관 형성에도 중요한 역할을 한다. Wnt는 세포 증식과 이동을 적절히 조절함으로써 이러한 조직 발달에 관여한다. Wnt의 주요한 기능은 체절 형성과 세포 운명 결정, 세포 증식, 세포 이동이다.

#### 배아 축 발달
배아 발달의 초기 과정에서 1차 체절 형성은 유기체 형성에 있어서 가장 중요한 단계이다. 여기서 축은 전후축, 배복축, 좌우축을 의미한다. 윈트 신호전달은 전후축과 배복축의 형성에 관여한다.

#### 세포분화
세포 운명 결정 혹은 세포 분화는 분화되지 않은 세포가 더욱 특정한 세포로 변하는 것을 의미한다. 윈트 신호는 전분화능 줄기세포를 중간엽과 내배엽 전구 세포로 분화를 유도한다. 이러한 전구세포는 추가적인 분화를 거쳐 내피 세포와 심장 세포, 혈관의 평활근이 된다. 윈트 신호는 조혈모세포로부터 혈구 생성을 촉진시키는 기능을 지니고 있다.

#### 세포증식
대량의 세포가 분화되기 위해서는 특정한 세포 조직을 이루기 위해서는 배아줄기세포의 증식과 성장이 반드시 수반되어야 한다. 이러한 과정은 표준 윈트 신호전달 경로를 통해 이루어진다. 베타-카테닌이 증가하면 cyclin D나 c-myc과 같이 세포 분열에 관여하는 단백질의 발현을 증가시켜 체세포 분열을 촉진한다. 줄기세포는 일부는 증식함과 동시에 분화하기 때문에 세포의 증식과 분화가 동시에 일어난다. 이로써 배아 발달 과정에서 특정 조직이 자라남과 동시에 발달하게 된다.

#### 세포이동
배야 발달과정에서 세포이동은 체축 형성, 조직 형성, 팔다리 형성 등에 관여한다. 윈트 신호전달은 이러한 과정 중에서도 특히 수렴확장(convergent extension)을 조절하는 역할을 한다. 배형성(gastrulation)에서 적절한 수렴확장이 일어나기 위해서는 비표준 윈트 PCP 경로와 표준 윈트 경로가 모두 필요하다. 또한, 수렴확장을 중단시키는 기능을 하는 비표준 윈트/칼슘 경로에 의해 추가적인 조절이 이루어져야 정상적인 배형성이 이루어질 수 있다.

## 임상적 결과

### 암과 연관성
윈트 신호전달은 발견 초기부터 암과 연관성을 지니고 있었다. Wnt1이 처음 발견되었을 때 유방암 연구를 위한 마우스 모델에서 원암유전자(proto-oncogene)로 확인되었다. Wnt1이 Wg의 상동유전자라는 사실은 Wnt1이 빠른 세포 증식을 요구하는 배아 발달에도 관여한다는 것을 시사했다. 이러한 과정이 정상적으로 조절되지 않으면 세포의 과증식으로인해 종양로 이어질 수 있다.
표준 윈트 신호전달은 양성과 악성 유방종의 발달에 관여한다. 윈트 신호전달이 종양의 항암내성을 부여하고 암을 유발할 수 있는 세포를 일정 이상 유지한다는 것은 임상적으로 밝혀진 사실이다. 이러한 세포의 특징은 핵과 세포질 내에 높은 수준의 베타-카테닌이 존재한다는 것이다. 베타-카테닌 발현의 증가는 유방암 환자의 예후가 악화되는 것과 상당한 연관성을 지닌다. 베타-카테닌이 축적되는 이유로는 다양한 원인이 있다. 하나는 파괴복합체가 제대로 기능을 하지 못하는 경우이다. 파괴복합체를 구성하는 단백질 중 가장 빈번하게 돌연변이가 발생하는 부위는 APC로 해당 돌연변이는 유방암 뿐만 아니라 대장암에서도 자주 발견된다. 베타-카테닌이 종양 세포 내에 축적되는 다른 원인으로 Wnt 리간드 단백질의 과발현이나 DKK와 같은 윈트 신호전달 억제제의 감소 혹은 윈트/칼슘 신호전달과 같은 조절 경로의 약화를 들 수 있다.